# محمد كمال المصري
محمد كمال المصري أو شرفنطح (11 اغسطس 1886 - 25 أكتوبر 1966)، ممثل مصري.

## حياته
اشتهر باسم شرفنطح عمل في فرقة سيد درويش وأيضا في فرقة جورج أبيض له أكثر من 40 فيلم.
اختار لنفسه اسم شرفنطح من خلال إحدى الشخصيات التي جسدها في إحدى المسرحيات مولود في شارع محمد علي.
بدت عليه موهبة التمثيل في سن صغير وانضم إلى فرقة سلامة حجازي حيث اهتم دوما بتقليده ثم عمل في فرقة سيد درويش ومع نجيب الريحاني وجسّد الشخصيات الكوميدية للرجل الضئيل الماكر صاحب الصوت المتميز البخيل.
وقد نجح في هذا جدا من مسرحياته:«مملكة الحب» «المحظوظ علشان بوسة» «آه من النسوان» «ياسمينة» «نجمة الصباح».

## شرفنطح.. ملك الكوميديا
هو ناظر المدرسة في سلامة في خير، وهو الأسطى عكاشة صاحب صالون دقن الباشا في الآنسة ماما، وهو شملول زوج ضريبة هانم في عفريتة إسماعيل ياسين.. لكنه ظل مشهورا بلقبه المتميز شرفنطح.
الفنان محمد كمال المصري أسطورة الكوميديا الراقية المنسية، رغم قلة أعماله وظهوره في أدوارا ثانوية إلا أنه استطاع ترك بصمة في ذهن المشاهد، متميزا بملامحه الضئيلة وأنفه الكبير وعيونه المتسعة وشواربه المهذبة مرتديا الطربوش.
ولد محمد كمال المصري في 18 أغسطس 1886 في حارة ألماظ في شارع محمد علي، وكان والده معلما بالأزهر، وأراد لابنه مستقبلا تعليميا جيدا فألحقه بمدرسة الحلمية الأميرية وهناك تكونت أول فرقة مدرسية للتمثيل، وكان الطالب محمد كمال المصري أحد أعضائها.
كان أول أدواره في فرقته المدرسية هو بائع أحذية، وحاز على استحسان زملائه بالمدرسة ومدرسيه، وشجعه هذا على الالتحاق بمسارح الهواة مقلدا الشيخ سلامة حجازي في أدواره، حتى أطلقوا عليه سلامة حجازي الصغير.
عمل في عدة فرق مسرحية بعد ذلك مثل جوقة سيد درويش المسرحية، وفرقة جورج أبيض، وفرقة نجيب الريحاني، وأدى معه مسرحية صاحب السعادة كشكش بيه التي حققت نجاحا ذائعا في وقتها أوائل القرن العشرين، وكان منافسا قويا لعملاق الكوميديا نجيب الريحاني.
اجتذبته السينما عام 1928، وقدم أول أدواره في فيلم سعاد الغجرية مقابل أجر 50 جنيه، وتوالت الأدوار ووقف أمام الريحاني في ثلاثة أفلام هي سلامة في خير 1937، سي عمر 1940، أبو حلموس 1947، كما وقف أمام أم كلثوم في فيلمي سلامة وفاطمة، وصفق له فريد الأطرش وإسماعيل يَـس وهو يغني على العود مقلدا سلامة حجازي في فيلم حبيب العمر.
عمل شرفنطح في أكثر من 45 عملا فنيا بين السينما والمسرح، وتميز بالخفة والكوميديا الراقية، وفي عام 1953 قرر الذهاب للحج، وأطلق عليه زملائه الحاج شرفنطح، وعاد ليؤدي آخر أدواره عام 1954 في فيلمي عفريتة إسماعيل يَـس وحسن ومرقص وكوهين إخراج فوزي الجزايرلي.
يهاجمه مرض الربو ويقرر الاعتزال والانزواء في مسكنه الصغير بـحارة ألماظ، ويعاني الفقر والوحدة بعد أن انصرفت عنه الأضواء، ولم يبقَ بجانبه سوى زوجته فهو لم ينجب أبناءً، ويشاء قدره أن يتهالك بيته وتخليه البلدية، فيجمع عزاله البسيط ويركب تروماي القلعة مقيما بحجرة صغيرة هناك.
عانى حتى خصصت له النقابة عشرة جنيه معاشا شهريا بالكاد كان يكفي دوائه.

## الوفاة
عاش سنوات من الوحدة والانعزال إلى أن رحل عن عالمنا في مثل هذا اليوم 25 أكتوبر 1966، ولم يعلم أحدا بوفاته إلا حينما أتى موظف النقابة لتسليمه المعاش، وحين طرق بابه ولم يفتح خرج الجيران ليقولوا له البقية فـ حياتك.. عم شرفنطح مات.

## أعماله
- 1928 سعاد الغجرية
- 1933 مخزن العشاق
- 1937 سلامة في خير
- 1941 سي عمر
- 1942 أحلام الشباب
- 1944 سلامة
- 1945 السوق السوداء – أحلاهم – تاكسي حنطور- الفنان العظيم - شهر العسل
- 1946 ملكة الجمال
- 1947 أبو حلموس – حبيب العمر – جوز الاتنين – بنت المعلم – العرسان الثلاثة – فاطمة - غني حرب - ليالي الأنس
- 1948 شارع محمد علي – الهوى والشباب – الصيت ولا الغنى - أحب الرقص – حمامة السلام - ابن الفلاح - المستقبل المجهول
- 1949 جواهر – الستات كدة – هدى - أجازة في جهنم (فيلم) - لهاليبو - حلاوة
- 1950 البطل – الآنسة ماما - أنا وأنت – آه من الرجالة – عيني بترف
- 1951 خبر أبيض
- 1952 بيت النتاش
- 1953 السر في بير
- 1954 حسن ومرقص وكوهين - عفريتة إسماعيل يس

## من مسرحياته
- مملكة الحب
- المحظوظ علشان بوسة
- آه من النسوان
- ياسمينة
- نجمة الصباح

## روابط خارجية
- محمد كمال المصرى( شرفنطح) على موقع IMDb (الإنجليزية)
- محمد كمال المصرى( شرفنطح) على موقع قاعدة بيانات الأفلام العربية